# 颱風瑪麗 (1960年)
颱風瑪麗（英語：Typhoon Mary，國際編號：6003，中國大陸編號：6001，聯合颱風警報中心：03W）為1960年太平洋颱風季第3個被命名的熱帶氣旋。瑪麗於1960年6月3日生成，經過南海中、北部之後，再於6月9日在香港西北偏西約10公里掠過，並給香港造成災害，並穿過廣東和福建。它再次出現於太平洋並增強為颱風。隨後於6月12日朝東移動，並減弱成為外熱帶氣旋。
颱風瑪麗在香港和中國造成相當大的損失。這被認為是自1937年颱風以來襲擊香港的最嚴重風暴。風暴摧毀了由來自中國大陸的難民建造的棚屋，讓數千人無家可歸。發生多宗山崩，且大部分基礎設施都受到損壞。超過400艘小型水上船隻受損及被摧毀。在中國，堤壩和水壩遭受嚴重損壞，多座公共建築倒塌，並且摧毀大片農田。在風暴期間，超過1600人遇難。

## 影響

### 英屬香港[1]

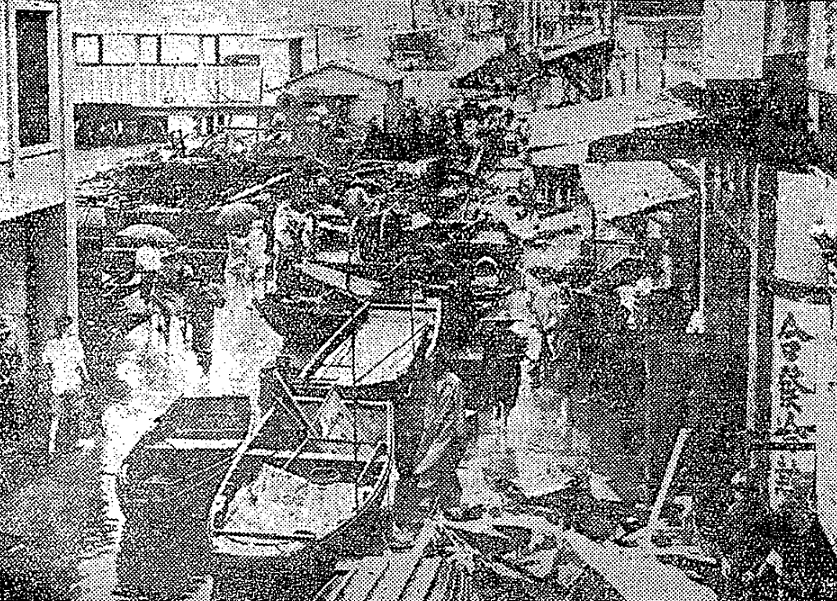
瑪麗重創長洲島，居民死傷枕藉，該島大部份漁艇被風所毀，少部份被吹至島上得以幸免

- 當地懸掛之最高熱帶氣旋警告信號： 十號風球
- 最接近當地位置：天文台總部西北偏西約10公里（掠過香港境內）

瑪麗在6月3日於香港以南形成一熱帶低氣壓，天文台於6月4日下午3時15分縣掛一號風球，並於同日晚上7時05分縣掛3號風球，其後並在6月5日增強成一強烈熱帶風暴。它在6月6日向北移動，天文台於晚上9時40分縣掛7號風球（現8號東北烈風或暴風信號），雖然翌日減弱，但7號風球仍然維持，由於瑪麗在6月8日再度增強，並轉吹東南風，天文台在早上9:05分改掛8號風球（現8號東南烈風或暴風信號），及後在它在6月9日清晨向北橫過新界西部，天文台在凌晨1時07分改掛9號風球，繼而在上午3時30分改掛10號風球，這段期間造成嚴重人命及財物損失。隨著瑪麗登陸並減弱及遠離香港天文台於下午12時40分改掛6號風球（現8號西南烈風或暴風信號)取代縣掛了9小時多的10號信號，並在下午4時30分改掛3號風球，最後晚上11時40分取消所有熱帶氣旋警告信號。
6月4日至7日期間，天文台間中錄得強風，但離岸持續吹強風；6月8日下午2時起普遍風力逐漸達烈風程度。天文台未能於一分鐘內持續錄得颶風，但錄得每小時191公里的最高陣風。橫欄島測風站位於海平面70.1米的空曠地方上，平均風速達每小時112公里（暴風程度），陣風則高達每小時194公里。風眼在6月9日清晨4時至6時之間掠過長洲附近；當地平均風速卻不達每小時88公里，但當風向轉為西南時令當地變得十分當風。
當風球懸掛期間，天文台錄得427.5毫米雨量。
瑪麗襲港期間，為本港熱帶氣旋警告信號系統創下了多個紀錄，至今仍未被打破：
- 8號或以上熱帶氣旋警告信號發出的時間就長達2日18小時50分鐘，乃歷來之冠；
- 單以8號信號計算，7號風球及8號風球發出的時間合共2日3小時27分鐘，乃歷來持續發出最長8號信號的紀錄；
- 7號風球發出的時間長達1日13小時35分鐘，亦為香港歷來發出最長的8號東北信號紀錄；
- 天文台發出7號風球時，瑪麗距離香港有500公里，乃天文台發出8號信號時距離香港最遠的熱帶氣旋。（此記錄曾維持超過61年後才被热带风暴狮子山的550公里打破）
- 瑪麗是歷來發出十號風球的熱帶氣旋中，登陸之後路徑最為偏東的一個，同時亦是最久完全消失的兩個之一，歷時接近2天。

### 葡屬澳門
當地懸掛之最高熱帶氣旋信號： 九號風球

### 中國大陸
瑪麗登陸後曾吹襲中國大陸，為該區帶來暴雨和风暴潮，造成638人死，5,316人傷，205人失蹤。

## 熱帶氣旋警告使用紀錄

### 英屬香港
| 皇家香港天文台 熱帶氣旋警告信號 | 皇家香港天文台 熱帶氣旋警告信號 | 皇家香港天文台 熱帶氣旋警告信號 |
| ------------------------------- | ------------------------------- | ------------------------------- |
| 上一熱帶氣旋                    | 一號風球                        | 下一熱帶氣旋                    |
| 熱帶風暴葦黛                    | 一號風球                        | 颱風奧麗芙                      |
| 熱帶風暴娜拉                    | 三號風球                        | 颱風奥麗芙                      |
| 颱風芸蒂                        | 六號風球                        | 颱風奥麗芙                      |
| 熱帶風暴無名                    | 七號風球                        | 颱風奥麗芙                      |
| 颱風姬羅莉亞                    | 八號風球                        | 颱風奥麗芙                      |
| 颱風柏美娜                      | 九號風球                        | 颱風愛麗斯                      |
| 颱風姬羅莉亞                    | 十號風球                        | 颱風愛麗斯                      |

### 葡屬澳門
| 澳門氣象台 熱帶氣旋信號 | 澳門氣象台 熱帶氣旋信號 | 澳門氣象台 熱帶氣旋信號 |
| ----------------------- | ----------------------- | ----------------------- |
| 上一熱帶氣旋            | 九號風球                | 下一熱帶氣旋            |
| 颱風姬羅莉亞            | 九號風球                | 颱風溫黛                |

### 文獻
- 〈歷年天災的回顧〉（頁56－106） （页面存档备份，存于），《風雲可測 ── 香港天文台與社會的變遷》，何佩然著，香港天文台，2003年，ISBN 9622097014